# Shuja-ud-Daulah
Shuja-ud-Daulah (19. ledna 1732, Dillí, Indie – 26. ledna 1775, Badachšán, Indie) byl synem mughalského velkovezíra Safdarjunga, kterého si vybral poslední mughalský císař Ahmad Šáh Bahadur do své armády. Na rozdíl od svého otce byl Shuja-ud-Daulah od útlého věku známý svými schopnostmi ovládat své podřízené, tato schopnost ho dovedla až k titulu velkovezír Šáh Alam II.

## Životopis
Shuja-ud-Daulah byl obří muž. Byl téměř sedm stop (2,10 m) vysoký, nosil naolejované kníry, které mu vyčnívaly z tváře jako pár roztažených orlích křídel, a byl mužem nesmírné fyzické síly. V roce 1763 už nebyl nejmladší, bylo mu 31 let, ale stále byl údajně dostatečně silný, aby jednou ranou meče usekl buvolovi hlavu nebo uzvedl dva ze svých důstojníků, po jednom v každé ruce.
Je o něm také známo, že pomáhal slavnému Alivardimu Khanovi při různých příležitostech, kdy maráthský generál Raghoji I. Bhonsle pustošil území bengálského navába.
Po smrti svého otce mughalského velkovezíra Safdarjunga v roce 1753 byl Shuja-ud-Daula uznán jako další naváb mughalským císařem Ahmadem Šáhem Bahadurem. Shuja-ud-Daula opovrhoval Imad-ul-Mulkem, který se stal faktickým vládcem Muhalské říše po bitvě u Sikandarabádu, protože byl spojencem Marathů.

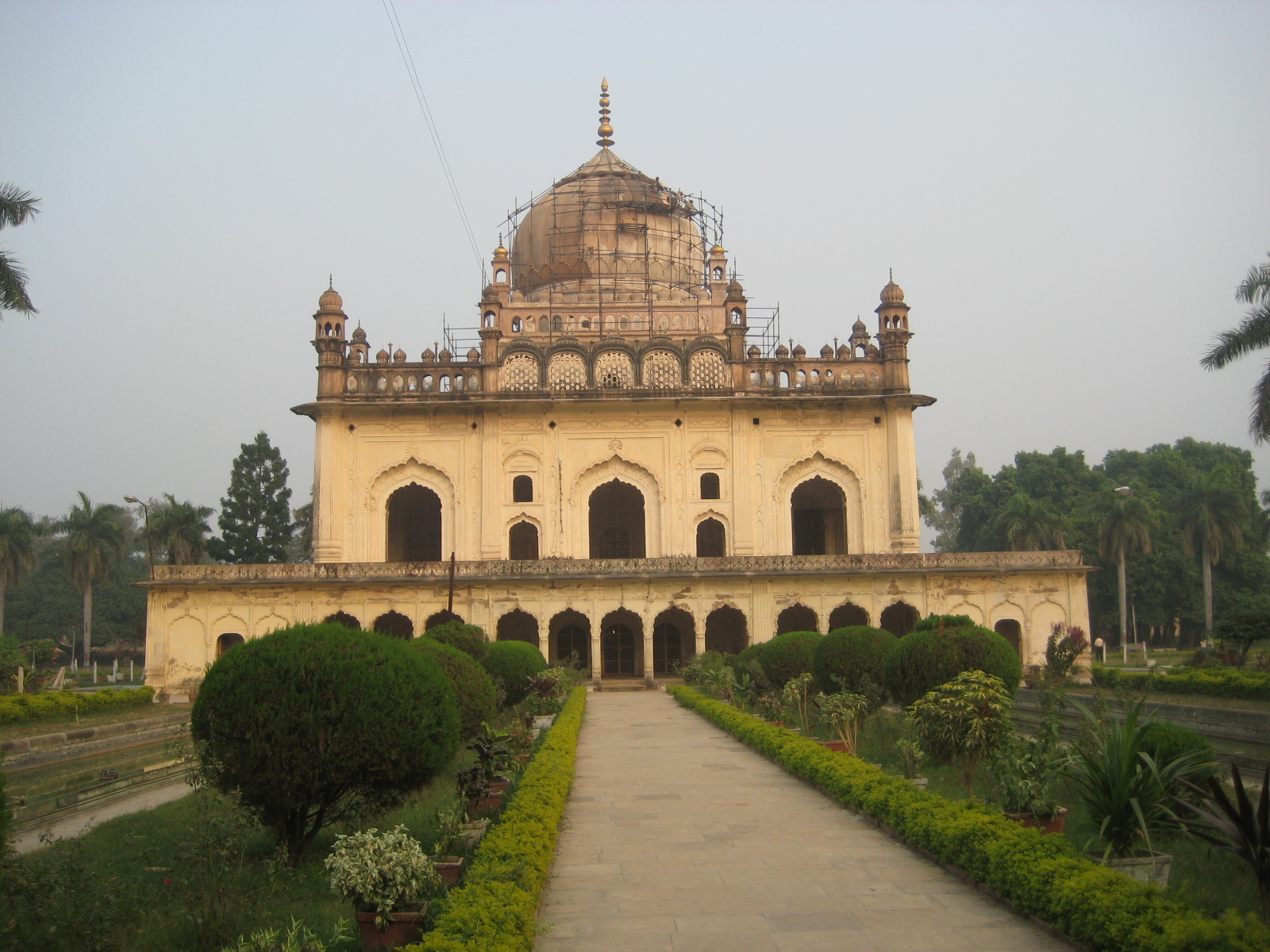
Gulab Bari, hrobka navába Shuja ud Daula, Fajzábád.

## Smrt
Shuja-ud-Daula zemřel 26. ledna 1775 ve Fajzábádu, tehdejším hlavním městě Badachšánu, a byl zde i pohřben. Místo jeho hrobky je známé jako Gulab Bari (Růžová zahrada).